# Struthanthus tetraqueter
Struthanthus tetraqueter är en tvåhjärtbladig växtart som först beskrevs av Carl Friedrich Philipp von Martius, och fick sitt nu gällande namn av Carl Friedrich Philipp von Martius. Struthanthus tetraqueter ingår i släktet Struthanthus och familjen Loranthaceae. Inga underarter finns listade i Catalogue of Life.